# یلیزاوتا تیشچنکو
یلیزاوتا تیشچنکو (انگلیسی: Yelizaveta Tishchenko؛ زادهٔ ۷ فوریهٔ ۱۹۷۵) بازیکن والیبال اهل روسیه است.
وی همچنین برندهٔ جوایزی همچون نشان دوستی شده‌است.